# Яраса (фильм, 1995)
«Яраса» или «Летучая мышь» (азерб. Yarasa - Яраса) — азербайджанский художественный фильм 1995 года.
Первый фильм независимого Азербайджана, который вывел азербайджанское кино на международный уровень и завоевал Главный приз на Международном кинофестивале в Анжере.

## Содержание
Баку 20-30-х годов. Живущий в довольстве профессор, специалист в области восточной миниатюры, влюбляется в молодую девушку. Профессор оставляет жену, но не может изменить своей страсти к кинематографу. И даже ослепнув, он продолжает посещать кинотеатр…

## В ролях
- Мария Липкина — Туран
- Расим Балаев — Агабек
- Толиб Хамидов — Нури
- Севиль Расулова — жена Агабека
- Давуд Иманов — писатель
- Мамедгусейн Мехтизаде — архитектор
- Ровшан Исах — художник
- Руфат Асадов — режиссёр
- Зарнигяр Агакишиева — тапёр
- Али Кязимов — киномеханик

## Съёмочная группа
- Авторы сценария: Аяз Салаев, Кямал Асланов
- Режиссёр-постановщик: Аяз Салаев
- Оператор-постановщик: Багир Рафиев
- Композитор: Назим Миришли
- Художник-постановщик:  Шамиль Наджафзаде
- Звукорежиссёр: Теймур Абдуллаев

В фильме использована музыка Чарльза Чаплина, Фридриха Холлендера

## Создание
Фильм снимался в 1993-94 гг. в условиях абсолютного развала кинопроизводства в Азербайджане, отсутствия государственного финансирования. Средства на создание фильма были выделены президентом концерна İNTERTURAN Садаем Ахмедовым.  

## Фестивали
«Яраса» - первый азербайджанский фильм, показанный на фестивале категории «А» - Берлинском кинофестивале в секции Форум (второй по значимости секции  фестиваля) в 1995 году. Впоследствии фильм демонстрировался на множестве фестивалей и форумов в США, Канаде, Мексике, Германии, Австрии, Франции, Бельгии, Испании, Греции, Швеции, Финляндии, Швейцарии, Боснии, России, Украине, Грузии, Азербайджане, Турции, Египте, Монголии. 

## Восприятие
Премьерный показ фильма стал событием Берлинского фестиваля, что, в частности, отметил директор Форума Берлинале Ульрих Грегор : «Это было воистину чудом. Как хорошо, что азербайджанский бизнесмен согласился финансировать этот фильм. И фильм вызвал глобальный интерес аудитории на всех показах»
Влиятельнейшие журналы и газеты писали о фильме, как о лучшей картине фестиваля.
Газета Le MONDE писала о фильме : «Эта чувственная сказка с изысканным изображением доказывает, что иногда то, что нравится всем, действительно может быть самым лучшим. Этим фильмом Берлин с первого дня выиграл пари и оправдал всю эту бесконечную демонстрацию фильмов»
Журнал VARİETY в рецензии на фильм писал : « … абсолютно без сомнения, это необычный, местами поразительный, снятый с тщательным вниманием к деталям фильм.  Фильм дарит незабываемый подлинно поэтический опыт»
Журнал CAHIERS du CINEMA назвал фильм «подлинным шедевром».
После кинофестиваля в Берлине фильм «Яраса» принял участие во множестве фестивалей и форумов.
В обзорной статье ЛИТЕРАТУРНОЙ ГАЗЕТЫ о международном конкурсе фестиваля «Кинотавр» критик  Жанна Васильева писала: «Для меня же самым сильным впечатлением международного конкурса оказался фильм Аяза Салаева «Яраса» (… ) Фильм рождает редкое ощущение совершенства формы, будто в нём нет ничего лишнего …. Из-за одного этого фильма(…) стоило ехать на фестиваль.
На Монреальском фестивале фильм шёл в рубрике «Кино завтрашнего дня».
В год столетия кино на родине кино – во Франции – на кинофестивале в Анжере фильм из Азербайджана, соревнуясь с картинами из ведущих кинематографических европейских держав – Великобритании, Испании, Германии, Франции, Италии – завоевал Гран-при.
В 2014 в результате голосования критиков и киноведов из 40 стран, проведённого организаторами кинофестиваля в Вене, фильм «Яраса» был назван лучшим фильмом из Азербайджана за последние 25 лет.

## Реализация
Фильм «Яраса» был также одним из первых фильмов независимого Азербайджана, который удалось реализовать за рубеж. Фильм в течение нескольких лет шёл в кинотеатрах Канады, Франции, Германии, Швейцарии.

## Интересные факты
В основе драматургии фильма лежат некоторые мотивы романа Владимира Набокова «Камера обскура».
«Яраса» - один из немногих фильмов, который  дважды демонстрировался на фестивалях категории «А» - спустя восемнадцать лет после Берлинале на кинофестивале в Локарно.
Аяз Салаев снимал этот фильм, не имея никакого опыта работы в художественном кино. До этого он не снял ни одного метра игрового фильма, никогда не работал с актёрами.
Слоган фильма: Сюжет – смерть В кино, тема – смерть ОТ кино, идея – смерть кино.